# Đường Thanh Niên, Hà Nội
Thanh Niên là một tuyến đường nằm giữa Hồ Tây và Hồ Trúc Bạch hay hai quận Tây Hồ và Ba Đình của Hà Nội.

## Địa lý
Đường Thanh Niên dài 1,0 km, là đường ngắn nhất Hà Nội. Đường kéo từ dốc Yên Phụ tới ngã tư Quán Thánh - Thụy Khuê, cách Hồ Gươm chừng 3 km về hướng tây bắc. Đường thuộc địa bàn các phường Yên Phụ, Thụy Khuê (quận Tây Hồ), Trúc Bạch và Quán Thánh (quận Ba Đình).

## Lịch sử
Đường Thanh Niên nguyên ủy là dốc Cổ Ngự (鼓禦坡), xuất hiện sớm nhất từ thời Lý với huyền thoại cẩu nhi sáng lập Thăng Long thành. Do những người vẽ bản đồ và kẻ biển tên phố Hà Nội thời thuộc Pháp thường dùng chữ Việt không dấu nên lâu dần người dân đọc trệch thành đường Cổ Ngư / Rue Kô-Ngü. Khoảng năm 1959-1960, đường Cổ Ngư được mở rộng bởi chính các thanh niên Hà Nội và do đó mà Hồ chủ tịch trực tiếp đổi tên là đường Thanh Niên.
Hồ Tây và hồ Trúc Bạch nguyên chỉ là một. Từ thế kỷ 17, người dân đánh cá quanh vùng đắp con bờ nhỏ từ Yên Hoa (Yên Phụ) xuống Yên Ninh cho khỏi đi vòng, rồi sóng vỗ, thời gian xô lở, năm nào cũng phải đắp lại cho vững, thành ra con đường có tên đê Cố Ngự (nghĩa là giữ cho vững).
Góc hồ này, nguyên có một hành cung của chúa Trịnh Doanh, cung đó sau thành nơi an trí những cung nữ có tội hoặc về già. Họ trồng dâu chăn tằm và tự dệt lụa, thứ lụa trắng ngà, mềm, mỏng, cực đẹp, gọi là lụa Làng Trúc, và cái tên Trúc Bạch ra đời, mảnh hồ Tây ngăn ra cũng mang luôn tên ấy: hồ Trúc Bạch.
Thời Lê-Trịnh, hồ Trúc Bạch chuyên trồng sen tiến chúa. Làng Ngũ Xã do dân 5 làng có nghề đúc đồng của các địa phương tụ hội về đây lập nghiệp, ngày nào lửa lò cũng nghi ngút, xen kẽ với hương hoa sen, còn được ghi trong bài phú lừng danh một thời của Nguyễn Huy Lượng làm năm 1801 với những câu như:
Liễu bờ kia bay tơ biếc phất phơ, thoi oanh ghẹo hai phường dệt gấm
Sen vũng nọ nảy tiền xanh lác đác, lửa đóm ghen năm xã gây lò...
(Tụng Tây Hồ phú).

## Cổ tích
- Chùa Trấn Quốc: Tương truyền do Lý Nam Đế sai cất để trữ kinh Phật
- Đền Cẩu Nhi: Tương truyền do Lý Thái Tổ cho dựng khi lập Thăng Long thành
- Đền Quán Thánh (góc phố Quán Thánh—Thanh Niên)
- Chùa Châu Long (số 112 phố Trấn Vũ)
- Chùa Thần Quang (số 41 phố Ngũ Xã)
- Đình Yên Phụ (phố Yên Hoa, P. Yên Phụ, quận Tây Hồ)

## Giao thông
- Tuyến bus số 50, E09